# 輔音延長
輔音延長（被延長之輔音稱長輔音、雙輔音，或重疊輔音）指輔音發出的時間持續延長。長輔音在國際音標上的表示即在輔音後使用 ː 符號表示。相對於長輔音，一般情況的輔音即為「短輔音」。長輔音不同於重音，且可以單獨存在著。英語的長輔音(gemination)一詞在語義上為雙胞胎之意，且同於拉丁語語根"gemini"。

## 長輔音之區別概論
在不同的語言上比如拉丁語、丹麦语、日語、阿拉伯語、意大利語、爱沙尼亚语、加泰罗尼亚语、匈牙利語、芬蘭語，及俄語等語言均存在著長輔音。語音長度取決於不同語言的發音結構，如日語上會有1音拍分鐘長度。此外，爱沙尼亚语以短・長・超長三音段來區別。
對於塞音、塞擦音等發音情況，發輔音以時間上的持續延長為區別。不過要在下一個輔音插入之前、前一個輔音之氣流先停止，時間上是長於合併的短輔音。

## 範例

### 英語與德語
在英語及德語裡有輔音重複的表示現象，不過不是長輔音。輔音重複的現象為輔音之前以短元音表示。

### 俄語
俄語中，長輔音(以兩個輔音字母表示，比如: [ˈvannə] '浴缸')在許多情況中會產生。
- 造词法或者变位:  ([dlʲɪˈna] '長度') →  ([ˈdlʲinnɨj] 'long')
- 音系交替：
  -  ([ˈvɨʂːɨj] '最高').[1]

### 朝鮮語
於朝鮮語裡是以塞音、塞擦音及擦音之字母重複，長輔音不是以硬音形態表示。

### 日語
日語經常在輔音之前以促音「っ」來表示。也會在輔音之前以鼻音「ん」來表示。

### 意大利語與芬蘭語
意大利語與芬蘭語之長輔音是以輔音字母重複/pp/及/tt/的書寫表示。

### 噶瑪蘭語
台灣南島語言噶瑪蘭語裡之長輔音應用很普偏。不過一般在兩個輔音中間不需多一個元音/e(ə)/音。當詞語在相接輔音(長輔音)發连音時，在下一個輔音插入之前、前一個輔音之氣流先停止。而前一個輔音尾會含有類如元音/e/音之極輕音尾、是屬於前一個輔音本身的一部分。故而兩個輔音之間是不需再加一個元音/e(ə)/當介音。比如:piddan(每天/被寫為(pidedan))、ssen(冷/被寫為(sesen))、nngi(好/被寫為(nengi))等。

## 不使用長輔音之類長輔音語言
在英語和漢語裡沒有長輔音。但是如果二個單語之間的輔音相同，接著其連音作用就類如長輔音。
英語：
- this saddle [ðɪˈsːædəl]
- black coat [blæˈkːoʊt]
- back kick [ˈbækːɪk]
- crack cocaine [ˌkrækːoˈkeɪn]

漢語系：
- 南寧nanning [nanːiŋ] （官話：北京話）
- 北京bakking [pakːiŋ] （粵語：廣州話）

然而，如果輔音是塞擦音(如:d͡ʒ /濁顎齦塞擦音)就不會有類如長輔音之情況發生。還有，在一些方言裡其副詞之後綴以/-ly/替代/l/及/ll/作為類如長輔音表示。
- orange juice [ˈɒrɪndʒ dʒuːs]
- solely [soʊlːi]

## 外部連結
- 古希腊语长辅音（gemination） （页面存档备份，存于）